# Côn Đảo (tỉnh)
Côn Đảo là một tỉnh cũ của Việt Nam.

## Địa lý
Tỉnh Côn Đảo có diện tích 76 km².

## Lịch sử
Tháng 5 năm 1975, thành lập tỉnh Côn Đảo.
Tháng 9 năm 1976, thành lập huyện Côn Đảo thuộc Thành phố Hồ Chí Minh trên cơ sở tỉnh Côn Đảo.
Ngày 15 tháng 1 năm 1977, Quốc hội ban hành Nghị quyết về việc chuyển huyện Côn Đảo của Thành phố Hồ Chí Minh về tỉnh Hậu Giang quản lý.
Ngày 30 tháng 5 năm 1979, Quốc hội ban hành Nghị quyết về việc thành lập Đặc khu Vũng Tàu – Côn Đảo trên cơ sở thị xã Vũng Tàu; xã Long Sơn thuộc huyện Châu Thành, tỉnh Đồng Nai và huyện Côn Đảo thuộc tỉnh Hậu Giang.
Ngày 10 tháng 12 năm 1979, Hội đồng Chính phủ ban hành Quyết định số 438-CP về việc đổi tên huyện Côn Đảo thành quận Côn Đảo trực thuộc Đặc khu Vũng Tàu – Côn Đảo.
Ngày 12 tháng 8 năm 1991, Quốc hội ban hành Nghị quyết về việc thành lập tỉnh Bà Rịa – Vũng Tàu. Khi đó, huyện Côn Đảo trực thuộc tỉnh Bà Rịa – Vũng Tàu.